# ویروشوف
ویروشوف (به لاتین: Wieruszów، تلفظ: [vjɛˈruʂuf]) یک شهرک در لهستان است که در شهرستان ویروشوف واقع شده‌است.

## خصوصیات
ویروشوف ۵٫۹۸ کیلومترمربع مساحت و ۸٬۷۵۹ نفر جمعیت دارد.